# Пам'ятки історії Дрогобицького району
У Дрогобицькому районі Львівської області нараховується 14 пам'яток історії.
| #  | назва | датування                            | адреса                                               | охоронний номер | Номер і дата рішення                                   |
| -- | --- | ------------------------------------ | ---------------------------------------------------- | --------------- | ------------------------------------------------------ |
| 1  | Доменна піч (“Залізна гута”)                                                                                                 | XVIII ст.                            | с. Майдан (біля лісництва)                           | 387             | Рішення № 183, 05.05.1972                              |
| 2  | Могила Устияновича К. М., українського художника і письменника (пам., ск. С. Дзиндра, арх. А. Шуляр, 1970, мармурова крихта) | 1839—1903 рр.                        | с.Довге, кладовище                                   | 353             | Рішення № 183, 05.05.1972                              |
| 3  | Братська могила радянських воїнів (пам., 1948, мармурова крихта)                                                             | серпень 1944 р. (перепох. 1952—1954) | смт Медениця, у центрі селища                        | 349             | Рішення № 183, 05.05.1972                              |
| 4  | Дві індивідуальні могили радянських воїнів (пам., 1965)                                                                      | 1944 р.                              | с. Михайлевичі, вул. Шкільна                         | 350             | Рішення № 183, 05.05.1972                              |
| 5  | Братська могила радянських воїнів (пам., 1962, мармурова крихта)                                                             | 1944—1945 рр.                        | смт Підбуж, у парку                                  | 351             | Рішення № 183, 05.05.1972                              |
| 6  | Будинок, в якому народився Грицай Дмитро (“Перебийніс”), шеф Головного Штабу УПА, генерал-хорунжий (мем. табл., 1992)        |                                      | с. Дорожів                                           | 1481            | Розпорядження № 528, 19.07.1995                        |
| 7  | Садиба Франка І. Я., укр. письменника, вченого (інженер-мистецтвознавець І. Сенів, 1981)                                     | 1856 р.                              | с. Нагуєвичі, при в’їзді у село                      | 347             | Рішення № 183, 05.05.1972                              |
| 8  | Дуб, під яким відпочивав Франко І. Я., український письменник і вчений (пам., 1966)                                          |                                      | с. Нагуєвичі, при в’їзді у село зі сторони Дрогобича | 383             | Рішення № 183, 05.05.1972                              |
| 9  | Каплиця на честь скасування панщини (1848)                                                                                   | 1848 р.                              | с. Ясениця-Сільна, біля школи                        | 385             | Рішення № 183, 05.05.1972                              |
| 10 | Пам'ятник на честь скасування панщини (авт. Я. Франко, 1848, камінь)                                                         | 1848 р.                              | с. Нагуєвичі, вул. М. Франка, біля музею             | 386             | Рішення № 183, 05.05.1972                              |
| 11 | Пам'ятник тверезості (кін. 50-х рр., камінь)                                                                                 | 1902 р.                              | с. Долішній Лужок                                    | 1482            | Розпорядження № 528, 19.07.1995                        |
| 12 | Пам'ятник на честь скасування колгоспної панщини (пам., 1991, мармурова крихта)                                              | 1949—1990 рр.                        | с. Новий Кропивник                                   | 1483            | Розпорядження № 528, 19.07.1995                        |
| 13 | Пам'ятник жертвам фашизму (пам., ск. Г. Басюк, арх. О. Базюк, Й. Буковинський, 1985, з/бетон, мармурова крихта)              | 1941—1945 рр.                        | с. Брониця (Броницький ліс)                          | 1484            | Рішення № 450, 28.10.1987                              |
| 14 | Меморіальний комплекс пам'яті Андрія Мельника; 1890 р., 2008 р.                                                              |                                      | с. Воля Якубова                                      | 2933-Лв         | наказ Мінкультури України № 521/0/16-09 від 13.07.2009 |